# AN/SQQ-89

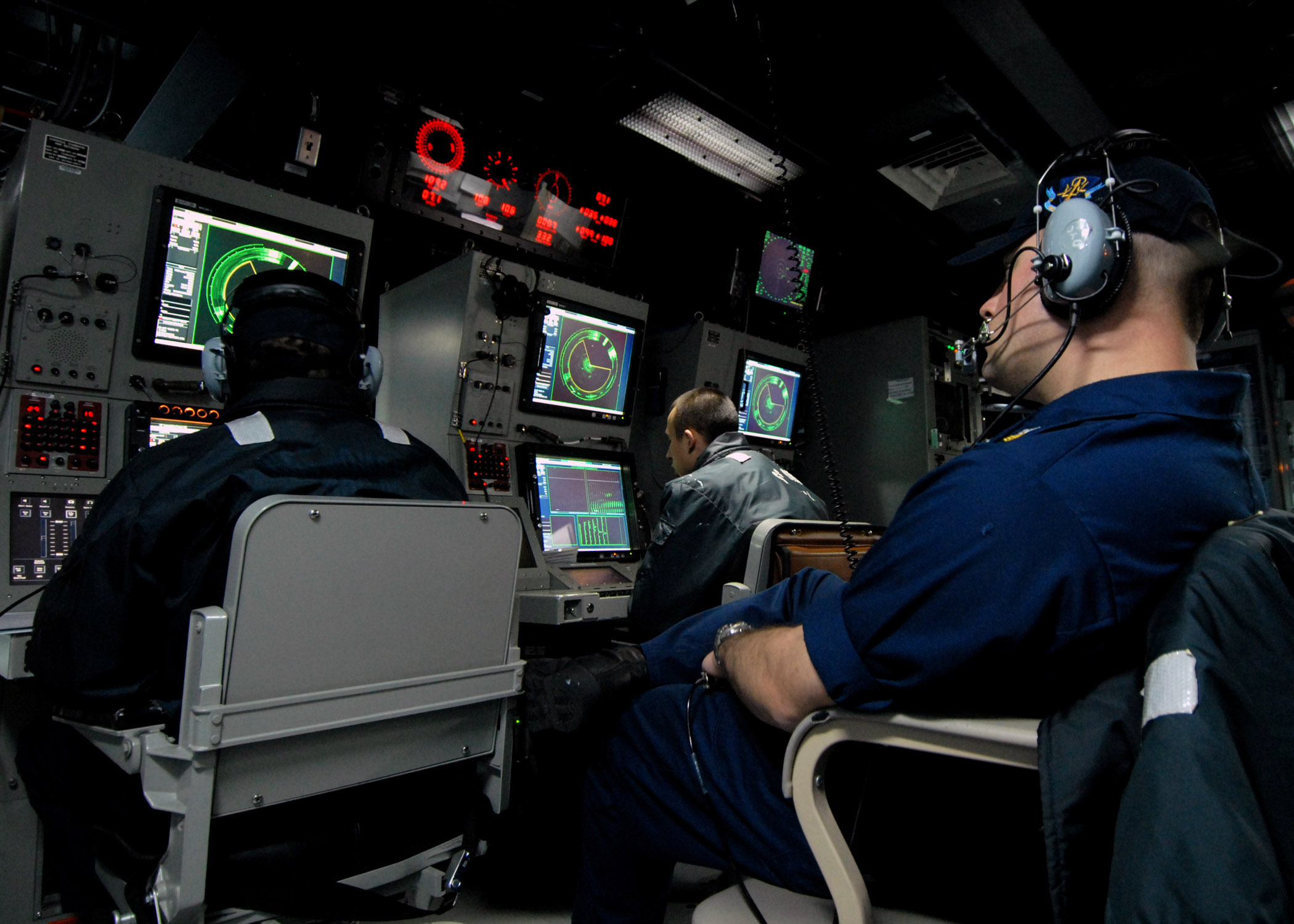
Операторы системы SQQ-89(V)15 на борту эсминца DDG-92 «Момсен» за работой

AN/SQQ-89 — американская противолодочная боевая информационно-управляющая система (БИУС) для надводных кораблей, разработанная фирмой Lockheed Martin. Обеспечивает обнаружение, классификацию, сопровождение подводных целей и управление противолодочным оружием, используя информацию от:
- стационарной ГАС;
- буксируемой ГАС;
- вертолёта системы LAMPS (гидроакустические буи, детектор магнитных аномалий).

## История создания
БИУС AN/SQQ-89 разработана в рамках проекта ASW-CSI (англ. Anti-Submarine Warfare Combat System Integration), целью которого была централизация обработки информации от стационарного сонара AN/SQS-53B/C и буксируемой ГАС AN/SQR-19. В дальнейшем в систему был интегрирован сигнальный процессор AN/SQQ-28 для приёма сигналов от погружного сонара, гидроакустических буёв и магнитного детектора вертолёта системы LAMPS.
Разработка началась в 1976 году, прототип построен в 1981, испытания проводились в 1984 году на борту эсминца Moosebrugger, первый серийный экземпляр установлен в 1984 году, полномасштабные закупки начались в 1987 году.

## Описание

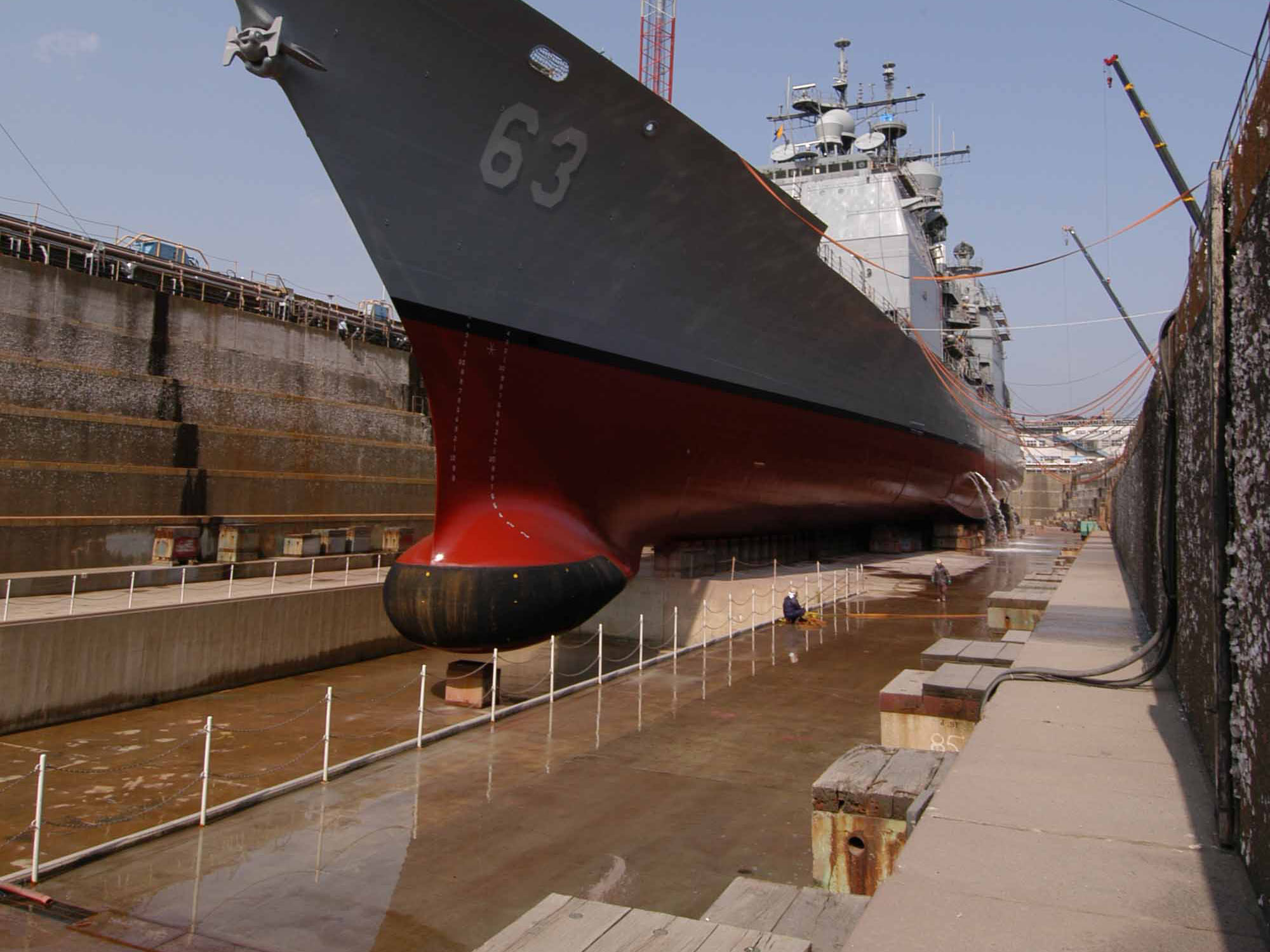
Гидролокатор SQS-53 в бульбовом обтекателе крейсера CG-63 «Коупенс»

В базовой модели каждая акустическая подсистема (стационарная и буксируемая ГАС) оснащена процессором AN/UYS-1, собственной консолью AN/UYQ-21 и передаёт данные AN/SQQ-89 через компьютер AN/UYK-20 и конвертер акустических данных OL-190/UYQ-21. Компьютер отображает данные на двух дисплеях OJ-452/UYQ-21, каждый из которых имеет два экрана для отображения информации в разных частотных диапазонах или в режиме широкой/узкой полосы частот. Консоль может отображать данные от любого акустического канала, но не от обоих каналов одновременно. Разные версии AN/SQQ-89 отличаются количеством консолей UYQ-21. Простейшие системы (на фрегатах типа «Оливер Хазард Перри») имеют одну консоль, более сложные — три и более. На больших кораблях две консоли, как правило, отображают информацию от стационарного сонара (активный и пассивный каналы), и ещё две — от буксируемой ГАС. Одна из консолей, отведённых для стационарного сонара может быть в случае необходимости переключена на сигнальный процессор AN/SQQ-28 для отображения данных от вертолёта LAMPS. Параллельное отображение информации на расположенных рядом дисплеях позволяет специалистам сравнивать акустическую картину различных каналов и принимать решение в сложных случаях.
Решение о сопровождении цели принимается оператором консоли, при этом цель автоматически заносится в память системы управления оружием Mk 116 Mod 5 или других типов, например WAP (Weapons Alternate Processor) на фрегатах типа «Оливер Хазард Перри».
В состав AN/SQQ-89 входит встроенная система тестирования (англ. Sonar In-Situ Mode Assessment System, SIMAS) AN/UYQ-25, которая позволяет определить эффективную дальность обнаружения пассивного сонара. Имеется также тренажёр для обслуживающего персонала SQQ-89T(V).
Модификации AN/SQQ-89 отличаются также системой управления оружием, для которой они предназначены. Модификации 1 и 2 рассчитаны на Mk 116 Mod 5 (для кораблей, не имеющих установок вертикального пуска, УВП), более поздние модификации — на Mk 116 Mod 7 (корабли с УВП).
Как шаг по направлению к открытой архитектуре, модификация (V)6 построена на основе двух локальных сетей: сигнальной (S-LAN) и дисплейной (D-LAN), которые позволяют подключать к данным и отображаемой информации внешние устройства.

## Состав
В состав системы AN/SQQ-89 входят:

## Модификации

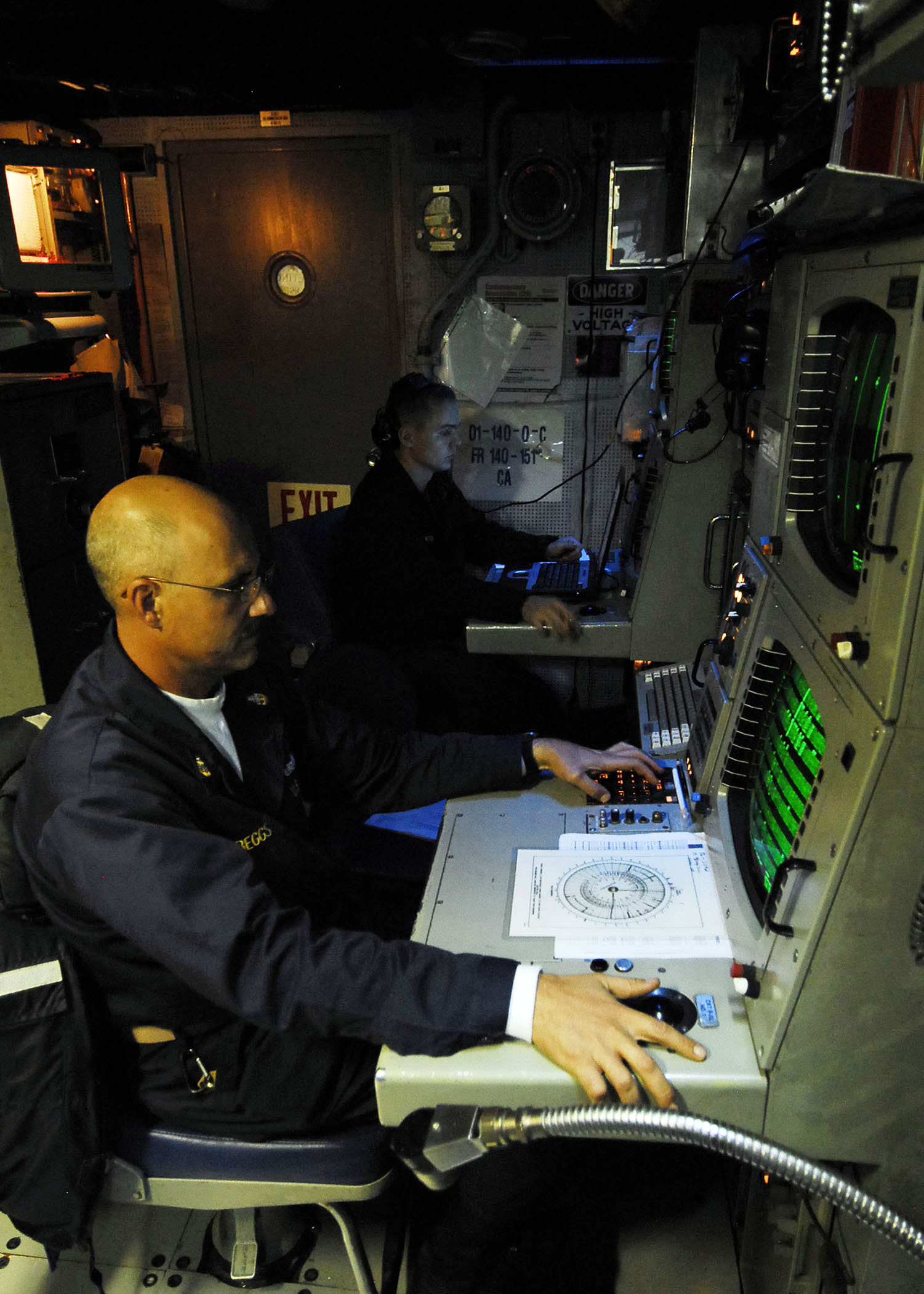
БИУС ПЛО SQQ-89(V)2 на фрегате FFG-59 «Кауффман»

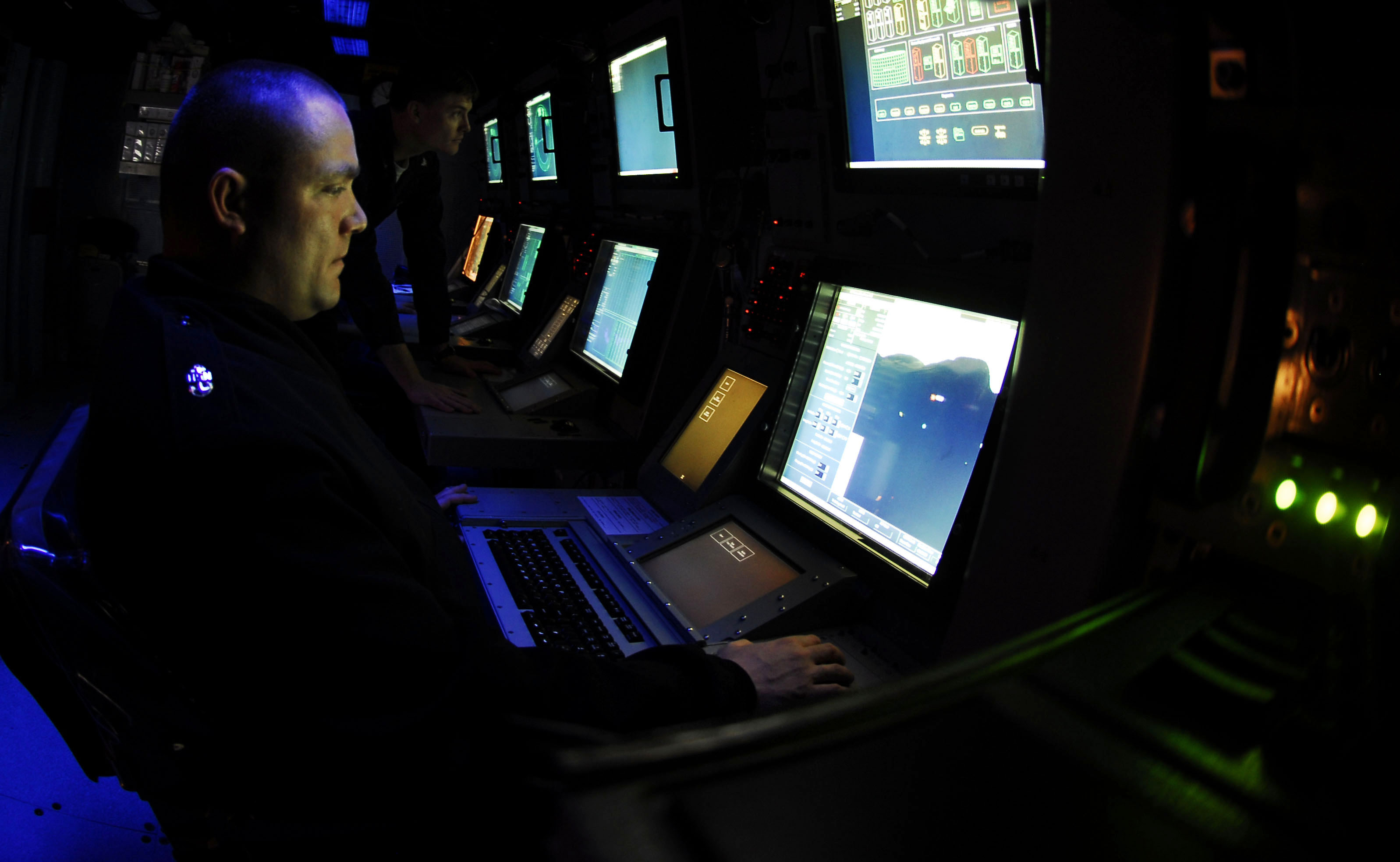
БИУС ПЛО SQQ-89(V)15 на эсминце DDG-100 «Кидд»

AN/SQQ-89(V)1 установлена на эсминцах DD-965, 980 и 992 типа «Спрюэнс». Работает с системой управления противолодочным оружием Mk 116 Mod 5 (с трёхпроцессорным компьютером UYK-7 и дисплеем)и сенсорами SQR-19(V)3, SQS-53B(V)1 и UYQ-25A(V)2. В систему входят четыре консоли OJ-452(V)8/UYQ-21(V) (три действующих и одна в режиме горячего резервирования) в отсеке управления сонаром и одна консоль в информационно-управляющем центре рядом с консолью управления оружием Mk 329. Имеется два анализатора спектра UYS-1, один из которых полключён непосредственно к системе тестирования. Из четырёх компьютеров UYK-20 три осуществляют анализ спектров сигналов, а четвёртый — приём и резервированиt информации на дисковом массиве UYH-2. Система впервые установлена на эсминце DD-980 Moosebrugger.
AN/SQQ-89(V)2 — облегченная модификация системы без интегрированной системы управления оружием Mk 116 и канала стационарного сонара SQS-53. Существует в двух вариантах: для крейсеров (CG) и фрегатов (FFG). AN/SQQ-89(V)2 CG установлена на крейсерах CG-54 и CG-55 типа «Тикондерога» (комплектация — SQR-19(V)1, UYQ-25), AN/SQQ-89(V)2 FFG — на фрегатах FFG 7-9, 11-13, 15, 28, 29, 32, 33, 36, 38-43, 45-49, 53, 55-61 типа «Перри» (комплектация — SQR-19(V)2 или SQR-19A(V)2, UYQ-25 или UYQ-25A(V)2). Система впервые установлена на фрегате FFG- Curts.
AN/SQQ-89(V)3 — модификация с системой управления противолодочным оружием Mk 116 Mod 6 (компьютер UYK-43). Существует в двух вариантах: для крейсеров (CG) и эсминцев (DD). AN/SQQ-89(V)3 CG установлена на крейсерах CG 56-64 типа «Тикондерога» (комплектация — 5 консолей, SQR-19(V)1 или SQR-19А(V)1, SQS-53B(V)2, UYQ-25 или UYQ-25(V)2), AN/SQQ-89(V)3 DD — на эсминцах DD 963, 964, 966—968, 970, 971, 973, 975, 981, 991 (комплектация — 4 консоли, SQR-19(V)3 или SQR-19A(V)3, SQS-53B(V)2, UYQ-25(V)2). Система впервые установлена на крейсере CG-56 San Jacinto.
AN/SQQ-89(V)4 — модификация с системой управления противолодочным оружием Mk 116 Mod 7 (компьютер UYK-43(V)7). Предназначена для эсминцев типа DDG-51 «Арли Бёрк». Комплектация — 5 консолей, SQR-19B(V)3, SQS-53C(V)1, UYQ-25(V)2. Три акустических конвертера с шестью OJ-452: 4 у операторов акустики, 1 у супервизора сонара и 1 у оператора управления ПЛО. Система подключена к двум консолям OJ-451/UYQ-21 в информационно-управляющем центре — у оператора ПЛО и оператора управления оружием. В состав системы входят три компьютера UYK-43(V)7: в системе управления оружием, в системе управления и отображения и в системе управления противолодочным оружием Mk 116 Mod 7 (программное обеспечение содержит 215 000 строк кода). Дисплей предусматривает несколько режимов отображения: индикатор кругового обзора (Plan position indicator, PPI), частота-азимут (bearing/frequency analysis), анализ движущихся объектов (Target Motion Analysis, TMA).
AN/SQQ-89(V)5 — модификация с системой управления противолодочным оружием Mk 116 Mod 8 (компьютер UYK-43(V)8). Комплектация — SQR-19(V)3 или SQR-19A(V)3, SQS-53B(V)1. Оборудование в отсеке управления сонаром и в информационно-управляющем центре аналогично (V)3 DD. Установлена на эсминцах DD 966—968, 970, 971, 973, 975, 980—982.
AN/SQQ-89(V)6 — модификация с системой управления противолодочным оружием Mk 116 Mod 7 или Mk 116 Mod 7/VLS (для эсминцев типа «Спрюэнс» с УВП). Компьютер UYK-43(V)7. Существует в трёх вариантах: AN/SQQ-89(V)6 CG (комплектация — SQR-19B(V)3, SQS-53C(V)1) на крейсерах CG 68-73, AN/SQQ-89(V)6 DDG (комплектация — SQR-19B(V)3, SQS-53C(V)1) на эсминцах DDG 52-58, AN/SQQ-89(V)6 DD (комплектация — SQR-19B(V)3, SQS-53C(V)2) на эсминцах DD 978, 985—988. Конфигурация оборудования соответствует (V)3 для CG, DD и (V)4 для DDG.
AN/SQQ-89(V)7 — модификация с системой управления противолодочным оружием Mk 116 Mod 7 (компьютер UYK-43(V)7). Установлена на крейсерах CG 66-67. Комплектация — SQR-19B(V)1, SQS-53B(V)2. Оборудование в отсеке управления сонаром и в информационно-управляющем центре аналогично (V)3 CG.
AN/SQQ-89(V)8 — модификация с системой управления противолодочным оружием Mk 116 Mod 8 (компьютер UYK-43(V)8) для кораблей с УВП и Mk 116 Mod 9 (компьютер UYK-43(V)9) для кораблей без УВП. Установлена на эсминцах DD 969, 972, 974, 976, 977, 979, 982, 983, 997. Комплектация — SQR-19B(V)3, SQS-53B(V)1. Оборудование в отсеке управления сонаром и в информационно-управляющем центре аналогично (V)3 DD. Планировалась модификация AN/SQQ-89A(V)8 с заменой дисплеев OJ-452 на OJ-653/AVP и компьютеров UYK-43(V)8 на UYK-43(V)9.
AN/SQQ-89(V)9 — модификация для фрегатов. Комплектация — SQR-19B(V)2. Оборудование в отсеке управления сонаром и в информационно-управляющем центре аналогично (V)2 FFG. Установлена на фрегатах FFG 14, 20, 30, 31, 34, 37, 50-52, 54.
AN/SQQ-89(V)10 — перепроектированная модификация (V)6 с клмпьютером UYK-43(V)7 для эсминцев типа «Бёрк» серии IIA. Вместо SQR-19 поддерживает новый сигнальный процессор UYS-2A (Enhanced Modular Signal Processor, EMSP) и пульты UYQ-65 (AIDS).
AN/SQQ-89(V)11 — планируемая модификация для FFG, с пультами UYQ-65.
AN/SQQ-89(V)X — планируемая коммерческая модификация с открытой архитектурой, совместимая с LAMPS-III Block II (SH-60R), новыми возможностями акустического перехвата (Acoustic Intercept) и SSTD. Предположительно, модернизированная AN/SQQ-89(V)6.

### Варианты комплектации
| Модификация AN/SQQ-89 | Система Управления Оружием Mk 116 | Бортовая ГАС | Буксируемая ГАС        | Компьютеры   | Установлена на…                                                                              |
| --------------------- | --------------------------------- | ------------ | ---------------------- | ------------ | -------------------------------------------------------------------------------------------- |
| (V)1                  | Mod 5                             | SQS-53B(V)1  | SQR-19(V)3             | UYK-7/20/44  | 1997: DD 965, 980 и 992; 2004: —                                                             |
| (V)2 CG               | Mod 4                             | —            | SQR-19(V)1             | UYK-7/20     | CG 54, 55                                                                                    |
| (V)2 FFG              | —                                 | —            | SQR-19(V)2             | UYK-7/20     | FFG 7-9, 11-13, 15, 28, 29, 32, 33, 36, 38-43, 45-49, 53, 55-61                              |
| (V)3 CG               | Mod 6                             | SQS-53B(V)2  | SQR-19(V)1 SQR-19A(V)1 | UYK-7/20/44  | 1997: CG 56-64; 2004: CG 56-61, 63-64                                                        |
| (V)3 DD               | Mod 6                             | SQS-53B(V)2  | SQR-19(V)1 SQR-19A(V)1 | UYK-7/20/44  | 1997: DD 963, 964, 966—968, 970, 971, 973, 975, 981, 991; 2004: —                            |
| (V)4                  | Mod 7                             | SQS-53C(V)1  | SQR-19B(V)3            | UYK-20/43/44 | DDG 51                                                                                       |
| (V)5                  | Mod 8                             | SQS-53B(V)1  | SQR-19(V)3 SQR-19A(V)3 | UYK-20/43/44 | DD 966—968, 970, 971, 973, 975, 980—982; 2004: DD 963—966, 968, 970, 971, 975, 980, 981, 991 |
| (V)6 CG               | Mod 7                             | SQS-53C(V)1  | SQR-19(V)3             | UYK-43/44    | CG 68-73                                                                                     |
| (V)6 DD               | Mod 7                             | SQS-53C(V)2  | SQR-19B(V)3            | UYK-43/44    | DD 978, 985—988; 2004: DD 987, 978, 982, 985, 988, 967, 972, 973, 984, 989, 997              |
| (V)6 DDG              | Mod 7                             | SQS-53C(V)2  | SQR-19B(V)3            | UYK-43/44    | DDG 52-58                                                                                    |
| (V)7                  | Mod 7                             | SQS-53B(V)2  | SQR-19B(V)1            | UYK-43/44    | CG 66-67                                                                                     |
| (V)8                  | Mod 9                             | SQS-53B(V)1  | SQR-19B(V)3            | UYK-43/44    |                                                                                              |
| (V)8 VLS              | Mod 8                             | SQS-53B(V)1  | SQR-19B(V)3            | UYK-43/44    | DD 969, 972, 974, 976, 977, 979, 982, 983, 997                                               |
| (V)9                  | —                                 | SQS-56       | SQR-19B(V)2            | UYK-44       | FFG 14, 20, 30, 31, 34, 37, 50-52, 54 (FFG 14, 37, 50-52, 54) FFG 14, 37, 50-52,54           |
| (V)10                 | Mod 7                             | SQS-53C      | —                      | UYK-43/44    | DDG 79-84                                                                                    |
| (V)12                 | Mod 7                             | SQS-53C      | AN/SQR-19              | UYK-43/44    | DD 992; CG 62, 65                                                                            |
| (V)14                 | Mod 7                             | SQS-53C      | —                      | COTS/UYS-2   | DDG 85-90                                                                                    |
| (V)15                 | Mod 7                             | SQS-53C      | —                      | COTS         | DDG 91-107                                                                                   |

## Модернизации
Block I — противоторпедные средства оповещения с открытой архитектурой и дополнительным процессором. Планируется на 1997 год.
Block II — улучшенные средства для работы в мелководных акваториях, включая классификацию целей в мелкой воде. Интерфейс с дистанционной противоминной системой. Улучшение обработки сигнала SURTASS. Планируется на 1999 год.
Block III — противоторпедные средства оповещения с открытой архитектурой и дополнительным процессором. Планируется на 1997 год.
Block IV — противоторпедные средства оповещения с открытой архитектурой и дополнительным процессором. Планируется на 1997 год.

## Носители
- Ракетные крейсера типа «Тикондерога»
- Эскадренные миноносцы типа «Арли Бёрк»
- Эскадренные миноносцы типа «Спрюэнс»
- Фрегаты типа «Оливер Хазард Перри»